# مهدین الله‌وردیف
مهدین الله‌وردیف (ترکی آذربایجانی: Məhəddin Allahverdiyev؛ زادهٔ ۸ مهٔ ۱۹۶۲) کشتی‌گیر فرنگی آذری‌تبار اهل اتحاد جماهیر شوروی بود.
وی همچنین برندهٔ جوایزی همچون قهرمان ورزشی اتحاد شوروی شده‌است.